# Las Khoray
Laas Khoray (també Las Khorey, Las Qoray, Laas Kooray, Laas Qooray, Laasqorey, Laasqoray, i altres noms, i antigament Maakhergoosh) és una ciutat de la costa nord de Somàlia. Pertany a Puntland des de 1999. El juliol de 2007 es va proclamar l'estat de Maakhir, però encara que s'inclou al seu territori i hauria de ser la capital, de fet roman en poder de Puntland.
A la vora de la ciutat hi ha les muntanyes Cal Madow, de gran bellesa, amb dipòsits minerals (podria haver-hi petroli) i gran riquesa ecològica. En aquestes muntanyes hi ha algun puig rocós, zones de pastures amb arbres únics, i una gran panoràmica.

## Economia
L'activitat pesquera i les fàbriques de tractament del peix i de conserves han proliferat a la ciutat. Això ha portat a un increment de la població. Els warsangeli, que havien estat perseguits en alguns llocs de Somàlia després del 1991, van retornar a aquesta zona progressivament, ja que la consideren la seva llar tradicional. Es projecta reformar i desenvolupar el port que tindria ja uns 400 anys. També hi ha projectes per recuperar les comunitats i les cases individuals damnades.

## Història
Las Qoray existia ja al segle xvii. Fou capital del sultanat de Warsangeli. Un dels principals palaus del sultà a la ciutat es diu "Sha'a" però es troba en estat ruïnós. El 1991, després de la caiguda del president Siad Barre, en independitzar-se Somalilàndia, la ciutat va quedar al seu territori. Els caps dels clans van acceptar aquesta situació i així va romandre fins al 1999. Els clans de fet tenien el domini sobre el terreny amb minse presència de les forces de Somalilàndia.
El 1998 Puntland va incloure la ciutat dins el territori reclamat i el 1999 les milícies majeerteen, amb el suport de la població, es van apoderar dels districtes orientals de Badhan, Las Qorey, Dhahar, a la regió històrica del Maakhir. Des de llavors els enfrontaments amb Somalilàndia han estat freqüents. El juliol del 2007 els warangeli, cansats de les lluites, van proclamar l'estat de Maakhir, que no reclamava cap territori a Somalilàndia, però no fou acceptat per Puntland, que controla les principals ciutats. El 7 de juliol del 2008 tropes de Somalilàndia es van presentar a la ciutat i la van ocupar al·legant la recerca de dos alemanys segrestats, però el 15 de juliol el govern de Puntland va anunciar que l'havia recuperat i que havia estat saquejada pels ocupants abans de marxar.